# Cláudia Pascoal
Cláudia Rafaela Teixeira Pascoal (phát âm tiếng Bồ Đào Nha: [ˈklawðiɐ tɐjˈʃɐjɾɐ pɐʃˈkwal]; sinh ngày 12 tháng 10 năm 1994) là một ca sĩ người Bồ Đào Nha đã đại diện cho đất nước của mình tại Eurovision Song Contest 2018 trên sân nhà ở Lisbon.

## Sự nghiệp

### 2010–2015:ÍdolosvàFactor X
Năm 2010, Pascoal tham gia cuộc thi tài năng Ídolos, và vào năm 2013, cô tham gia trong mùa đầu tiên của cuộc thi tài năng X Factor. Vào năm 2014, Pascoal đã thử giọng để dẫn chương chương trình trò chuyện Curto Circuito trên SIC Radical, và kết thúc ở vị trí thứ ba. Năm 2015, cô tham gia Ídolos lần thứ hai.

### 2017–2018:The Voice PortugalvàEurovision Song Contest
Năm 2017, cô tham gia chương trình tìm kiếm tài năng The Voice Portugal mùa thứ 5 và cuối cùng bị loại ở bán kết xếp thứ 6 chung cuộc. Năm 2018, Pascoal đã giành chiến thắng tại Festival da Canção, cuộc thi quốc gia để chọn bài hát tiếng Bồ Đào Nha cho Eurovision Song Contest, với bài hát "O jardim", do Isaura viết lời. Với tư cách là người dẫn chương trình, cô ấy tự động đủ điều kiện vào chung kết. Trong trận chung kết, ca khúc nhận được tổng cộng 39 điểm và xếp thứ 26.

### 2019–2020:!
Năm 2019, Pascoal phát hành hai đĩa đơn, "Ter e Não Ter" vào tháng 3, tiếp theo là sự hợp tác với Samuel Uria cho "Viver" vào tháng 11. Vào tháng 3 năm 2020, cô phát hành album phòng thu đầu tiên của mình, ! cũng như đĩa đơn thứ ba trong album, "Espalha Brasas".

## Danh sách đĩa nhạc

### Album phòng thu
| Năm | Thông tin                                                                                              | Vị trí cao nhất |
| Năm | Thông tin                                                                                              | POR             |
| --- | --- | --------------- |
| !   | - Phát hành: 27 tháng 3 năm 2020 - Nhãn đĩa: Universal Music Portugal - Định dạng: Tải kỹ thuật số, CD | 6               |

### Đĩa đơn
| "O jardim" (cùng với Isaura)                                                | 2018 | 21 | Non-album single |
| "Ter e Não Ter"                                                             | 2019 | —  | !                |
| "Viver" (cùng với Samuel Úria)                                              | 2019 | —  | !                |
| "Espalha Brasas"                                                            | 2020 | —  | !                |
| "Passo A Passo" (cùng với Tomás Adrião)                                     | 2020 | —  | Non-album single |
| "Quase Dança"                                                               | 2020 | —  | !                |
| "—" biểu thị đía đơn không được xếp hạng hoặc không phát hành ở khu vực đó. |      |    |                  |